# Exila nigropalmata
Exila nigropalmata is een hagedis uit de familie skinken (Scincidae).

## Naam en indeling
De wetenschappelijke naam van de soort werd voor het eerst voorgesteld door Lars Gabriel Andersson in 1918. De skink behoorde lange tijd tot het geslacht Mabuya, waardoor de verouderde wetenschappelijke naam in de literatuur nog veel wordt gebruikt. Het is tegenwoordig de enige soort uit het monotypische geslacht Exila.
De wetenschappelijke geslachtsnaam Exila is afgeleid van het Latijnse exilis, dat 'slank' betekent.  De soortaanduiding nigropalmata is afgeleid van het Latijnse niger, 'zwart' en palmatus, 'lijkend op een hand'.

## Uiterlijke kenmerken
Exila nigropalmata is van andere groepen van verwante skinken te onderscheiden door kenmerken van de schubben aan de kop. De frontopariëtaalschub is enkelvoudig en niet gedeeld, dit onderscheidt deze hagedis van veel verwante soorten. Op de rug zijn nooit donkere lengtestrepen aanwezig, wat eveneens een onderscheidend kenmerk is. 
De lichaamskleur is bruin, op de flanken is een donkere, brede lengtestreep aanwezig. De lichaamslengte exclusief de staart bedraagt tot ongeveer zes centimeter. 

## Verspreidingsgebied
De soort komt voor in delen van Zuid-Amerika in leeft in de landen Bolivia, Brazilië en Peru. 